# Matt Reynolds
Matthew William Reynolds (ur. 3 grudnia 1990) – amerykański baseballista, który występuje na pozycji drugobazowego i trzeciobazowego w Washington Nationals.

## College
Reynolds studiował na University of Arkansas, gdzie w latach 2010–2012 grał w drużynie uczelnianej Arkansas Razorbacks. W 2011 zagrał w sześciu meczach uniwersyteckiej reprezentacji Stanów Zjednoczonych. W 2012 wraz z zespołem dotarł do półfinałów College World Series. W Razorbacks wystąpił w 141 meczach w podstawowym składzie, uzyskując średnią 0,275.

## Kariera zawodowa

### New York Mets
W czerwcu 2012 został wybrany w drugiej rundzie draftu przez New York Mets. Zawodową karierę rozpoczął od występów w Savannah Sand Gnats (poziom Rookie), następnie w 2013 grał w St. Lucie Mets (Class A) i Binghamton Mets (Double-A). 19 czerwca 2014 został przesunięty do Las Vegas 51s (Triple-A), a w październiku 2015 został powołany do składu New York Mets, na National League Division Series przeciwko Los Angeles Dodgers, jednak nie zagrał żadnego meczu.
Sezon 2016 rozpoczął od występów w Las Vegas 51s i po rozegraniu 35 spotkań, ze względu na kontuzję trzeciobazowego Davida Wrighta, 17 maja 2016 został przesunięty do 40-osobowego składu New York Mets i tego samego dnia zadebiutował w Major League Baseball w meczu przeciwko Washington Nationals. 22 czerwca 2016 w meczu z Kansas City Royals na Citi Field zdobył pierwszego home runa w MLB.

### Washington Nationals
W lutym 2018 został zawodnikiem Washington Nationals.